# Pieter Johannes Samuel Cramer
Pieter Johannes Samuel Cramer (29 de noviembre de 1879-1952 ) fue un botánico neerlandés.

## Algunas publicaciones

### Libros
- 2012. The Cultivation of Hevea: A Manual for the Planter. Reeditó HardPress, 228 p. ISBN 1407718711, ISBN 9781407718712

- 1959. The Rubber Production in the Dutch East Indies

- 1957. A Review of Literature of Coffee Research in Indonesia. Inter-American Institute of Agricultural Sciences. Miscellaneous Publications series 15. Ed. Frederick Lovejoy Wellman & Inter-Am. Institute of Agricultural Sci. 262 p.

- 1948. Tegenstellingen in de landbouw in Indonesië. Ed. W. van Hoeve, 15 p.

- 1905. Knopvariatie. Ed. J. Müller, 134 p.
- La abreviatura «P.J.S.Cramer» se emplea para indicar a Pieter Johannes Samuel Cramer como autoridad en la descripción y clasificación científica de los vegetales.[3]